# Eminescu (crater)
Eminescu este un crater de pe Mercur cu diametrul de 125 km. Este format mai recent decât cea mai mare parte a craterelor de pe Mercur, deoarece există foarte puține cratere ulterioare suprapuse pe el. Lanțuri de cratere secundare, formate din materialul ejectat de impactul care a format craterul, radiază departe de el. Piscurile centrale din crater sunt aranjate într-un model circular numit inel de piscuri. Luminoasele creste din interiorul craterului Eminescu expun caracteristici neobișnuite de culoare, cu o tentă sinilie în imaginea anterioară, în culori false a întregii planete.

## Date generale
- Coordonate: 10.79 ° N, 245.87 ° W
- Diametrul: 125 km
- Eponim: Mihai Eminescu